# ألفريد فلاتوف
ألفريد فلاتوف (Alfred Flatow)؛ (1869 - 1942)، لاعب أولمبي لرياضة الجمباز من ألمانيا. شارك في الأولمبياد الصيفي في 1896، وفاز بما مجموعه 4 ميداليات.

## الميداليات
| ذهب | فضة | برونز | المجموع |
| 3   | 1   | 0     | 4       |

## وفاته
هاجر فلاتوف من ألمانيا إلى هولندا في عام 1938 بسبب الاضطهاد النازي للطائفة اليهودية في ألمانيا. توفي من المجاعة في سن ال 73.  وكان ابن عمه غوستاف فلاتوف أيضا ضحية لمحرقة الهولوكوست . توفي ألفريد في ثيريزينستادت غيتو في 28 ديسمبر 1942، غوستاف في 29 يناير 19455.

## روابط خارجية
- ألفريد فلاتوف على موقع اللجنة الأولمبية الدولية (الإنجليزية)
- ألفريد فلاتوف على موقع أوليمبيديا (الإنجليزية)
- ألفريد فلاتوف - ياد فاشيم (بالإنجليزية)